# Claudio Baeza
Claudio Andrés Baeza Baeza (Los Ángeles, Chile, 23 de diciembre de 1993) es un futbolista profesional chileno que se desempeña como volante defensivo y actualmente milita en el Vélez Sarsfield de la Primera División de Argentina. Además, ha sido internacional absoluto con la selección de fútbol de Chile desde 2019.

## Trayectoria

### Colo-Colo (2012 - 2018)
Comenzó su carrera profesional el año 2012, cuando es ascendido al equipo estelar de Colo-Colo. Debutó por el club albo el día 12 de agosto de 2012 por la sexta fecha del Torneo Clausura 2012 contra Santiago Wanderers, duelo que terminó con un empate 1-1. El técnico Omar Labruna le comenzó a dar más oportunidades, haciéndolo jugar en partidos de Copa Chile 2012-13. A pesar de no jugar más partidos en el Clausura 2012, Colo-Colo terminaría primero en la fase regular, consiguiendo la clasificación a la Copa Sudamericana 2013. Sin embargo, en los Play-offs fueron eliminados por Unión Española en semifinales, tras ser derrotados por 3-1 en la ida y 0-2 en la vuelta.
En el Torneo Transición 2013 durante las primeras fechas, Baeza no tuvo muchas oportunidades de jugar. Sin embargo tras la llegada de Hugo González, Baeza le arrebató la titularidad al argentino Fernando de la Fuente y comenzó a jugar de forma más continua en el cuadro albo. La campaña del equipo fue bastante irregular, quedando en el décimo lugar de la tabla de posiciones. Baeza en el Campeonato disputó 13 partidos.

#### Temporada 2013/14
El 7 de agosto, Baeza debutó por una copa internacional frente a El Tanque Sisley, válido por la primera ronda de la Copa Sudamericana 2013. En el partido sustituyó a los 75 minutos a Gonzalo Fierro, el cual finalizó con una victoria por 2-0. Baeza disputó los 2 siguientes partidos de la Copa Sudamericana frente a Deportivo Pasto, los cuales finalizaron con derrotas por 1-0 y 0-2, quedando eliminados. Debido a la irregular campaña en el Apertura 2013, de manera interina asumió en la banca Hector Tapia en reemplazo de Gustavo Benítez. Con la llegada de Tapia, Baeza se consolidó en la titularidad en desmedro del paraguayo Fabian Benítez, mostrando un buen nivel en el mediocampo junto a Esteban Pavez. Colo-Colo terminó en el octavo lugar del Campeonato y Baeza disputó 10 partidos en el torneo. 
Para el Clausura 2014, Baeza perdería la titularidad tras la llegada del experimentado mediocampista Jaime Valdés. Sin embargo, de todas maneras se consagraría como gran alternativa de recambio en el cuadro Albo. El 23 de marzo del mismo año, anotaría su primer gol como profesional en la victoria de local por 3-0 sobre Club Deportivo O'Higgins, tras haber ingresado a los 64 minutos por Felipe Flores. El 6 de abril se jugaba el clásico del fútbol chileno, Donde Colo Colo (Sin Paredes) ganaría por 1-0 a la U, en aquel partido, el jugador de 20 años sería expulsado y recibiría una fecha de sanción. Colo-Colo se consagraría campeón del Clausura 2014 en la fecha 15 tras vencer por 1-0 a Santiago Wanderers, partido en el cual Baeza no participó al estar suspendido, logrando de esta manera la obtención de su estrella número 30. En dicho campeonato registró 13 partidos y una anotación.

#### Temporada 2014/15
De cara a la Temporada 2014/15 su competencia por un puesto de titular se haría más complicada con la llegada de otro experimentado mediocampista, el medallista de bronce olímpico Claudio Maldonado. Sin embargo, Baeza no perdería la continuidad con la que ha contado al mando de Hector Tapia. Colo-Colo llegaría peleando la opción por el bicampeonato hasta la última fecha, donde una derrota de visita por 2-0 con Santiago Wanderers los dejaría ubicados en el tercer lugar de la tabla de posiciones. En el Apertura 2014, Baeza jugaría 13 partidos y no anotó, sumando tan solo 283 minutos en el campo, por la Copa Chile jugó 1 partido. Sin embargo, pese a no ser titular, su nombre se haría fuerte en Colo-Colo en el Clausura 2015.
El 4 de febrero de 2015 Baeza volvió a anotar un gol después de casi 1 año, en la victoria por 3-1 sobre Unión Española, el 18 de febrero Baeza ingresaría al minuto 84 por Felipe Flores en la victoria por 2-0 de Colo Colo ante Atlético Mineiro por la Copa Libertadores 2015. El 4 de marzo Colo Colo venció por 2-0 a Atlas por la Copa Libertadores de América, el segundo gol nació en los pies de Baeza, al asistir a Gonzalo Fierro para que habilitará a Esteban Paredes, el 8 de marzo Baeza anotó su segundo gol en el Clausura 2015, en la victoria por 3-0 sobre Universidad de Concepción. El 14 de marzo en el Estadio Nacional se jugaba el clásico del fútbol chileno, Colo Colo venció por 2-1 a la Universidad de Chile con doblete de Esteban Paredes, Baeza ingreso al minuto 68 por Felipe Flores. El 22 de abril Baeza fue titular en la eliminación de Colo Colo de la Copa Libertadores 2015 a manos de Atlético Mineiro por 2-0 en el Estadio Independencia. En el Clausura 2015 los albos terminaron segundo detrás de Cobresal, en aquel torneo Baeza jugó 16 encuentros y marcó 2 goles, por la Libertadores jugó 6 encuentros y se convirtió en una de las revelaciones del semestre.

#### Temporada 2015/16

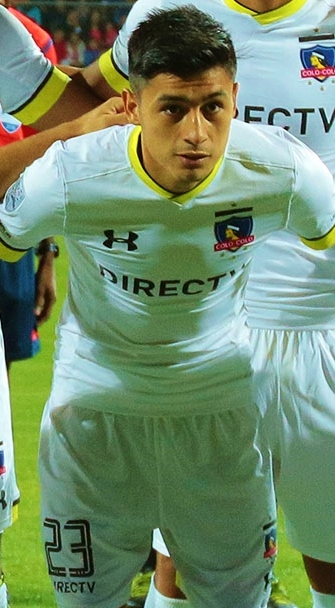
Baeza con Colo Colo en 2016

Para la temporada 2015/16 Baeza se consagraría como titular a sus cortos 21 años en el mediocampo albo junto a Jaime Valdés y Esteban Pavez. El 31 de octubre Baeza fue titular en el triunfo por 2-0 de Colo Colo sobre la U en el Estadio Monumental con goles de Beausejour y Paredes, y así los albos alargaban a 14 Años sin conocer derrotar ante la U en el Monumental. El 4 de noviembre Baeza sería expulsado por las semifinales vuelta de la Copa Chile 2015, en el triunfo del cacique por 2-1 sobre Unión Española, recibiendo 2 fechas de suspensión, perdiéndose una hipotética final de Copa. En el Apertura 2015 Colo Colo sería campeón, en aquel torneo el Serrucho jugó todos los partidos, en la Copa Chile 2015 Colo Colo perdió la final ante la U por penales, en la Copa Claudio jugó 10 partidos.
El 18 de febrero de 2016 Baeza fue titular en el debut de Colo Colo por la Copa Libertadores 2016, empatando a uno con Independiente del Valle en Sangolqui, Ecuador. El 20 de marzo Baeza fue titular en el empate 0-0 entre albos y azules por el clásico del fútbol chileno en uno de los clásicos más aburridos de los últimos años. El 14 de abril Colo Colo nuevamente quedaba eliminado en fase de grupos de la Copa Libertadores de América, esto luego de empatar 0-0 contra Del Valle en la última fecha en el Estadio Monumental. En el Clausura 2016 Colo Colo terminaría segundo detrás de la U. Católica, Baeza disputaría 14 partidos, por la Copa Libertadores 2016 jugó todos los partidos.

#### Temporada 2016/17
En la Temporada 2016-17 con Pablo Guede en el banco de Colo-Colo tras la polémica salida de José Luis Sierra, Baeza actuó de titular recién en el quinto partido. El 2 de octubre se jugaba la versión 180 del clásico del fútbol chileno, en un Estadio Monumental repleto, Colo Colo espantó los fantasmas y venció por 2-0 a la U, logrando así 15 años sin perder en el Monumental ante los azules. El 23 de noviembre Baeza Volvió a convertir después de 1 año y de que manera, en las semifinales Ida de la Copa Chile 2016, el joven volante jugó una pared con Michael Ríos y disparó desde afuera del área, marcando un verdadero golazo, haciendo estéril la volada de Franco Costanzo, Colo Colo vencería por 1-0 a la Universidad Católica, el 26 de noviembre Baeza sería expulsado con roja directa en la derrota por 1-0 sobre O'Higgins por la fecha 13 y sepultando las opciones de campeonar. El 14 de diciembre de jugaba la final de la Copa Chile 2016 Colo Colo venció con autoridad por 4-0 a Everton y se consagró campeón del torneo después de 16 años. En el Apertura 2016 Baeza jugaría 10 partidos y por la Copa Chile 2016 jugó 9 partidos y anotó 1 gol.
En enero de 2017 la continuidad del volante en el club albo estaba en una completa incertidumbre debido a que finalizaba contrato a finales de 2016 y equipos brasileños y mexicanos se lo querían llegar, luego de semanas de arduas negociaciones el volante renovó contrato con los albos hasta finales de 2021, recibiendo un monto mensual de 15 millones de pesos cada fin de mes. El 1 de febrero de 2017 empezaba la travesía de los albos en la Conmebol Libertadores 2017 contra Botafogo en el Estadio Olímpico Nilton Santos de Brasil por la ida de la Fase 2, en un partido para el olvido de Baeza cometió dos errores que le terminaron costando la derrota al equipo albo, el primero al 30' del primer tiempo tras un rechazo corto del 23 que le quedó a Airton para anotar el 1-0 y el segundo al 41' tras rechazar de cabeza un centro de Montillo y este chocará en la espalda de Esteban Pavez para marcar el 2-0 a favor de los brasileños, después en el segundo tiempo Esteban Paredes decretaria el 1-2 final, la vuelta el 8 de febrero en el Estadio Monumental, chilenos y brasileños empataron 1-1 lo que marcó una nueva eliminación del cacique en el máximo torneo continental, un autogol de Emerson Silva adelanto a los locales al minuto 3, después Rodrigo Pimpão aprovechó un error entre Justo Villar y Baeza al minuto 80' para anotar el 1-1 final, en el partido de vuelta al igual que en la ida cometió un error que esta vez le terminó constando la eliminación al equipo chileno.
El 4 de marzo por la quinta fecha del Clausura 2017 los albos ganarían por 2-0 en el Clásico a la Universidad Católica logrando 13 pts en las cinco primeras fechas con Baeza siendo elegido el Jugador del partido, el 8 de abril por el Superclásico 181 entre Albos y Azules que terminaría en empate 2-2 en una tarde marcada por los errores de los arqueros de ambos clubes, Baeza tuvo un bajo partido recibiendo amarilla al 57' tras una falta sobre Matías Rodríguez y casi nunca creando peligro.
En la última fecha del Clausura 2017 Colo Colo tras farrearse la opción del título ante Antofagasta en el Monumental, necesitaba un milagro para campeonar, vencer a Cobresal en La Portada y que la "U" (otro candidato al título) no venza a San Luis en el Nacional, los albos ganarían por 3-1 a Cobresal con goles de Rivero y Paredes (2) pero no les serviría ya que la Universidad de Chile vencería por 1-0 a los canarios con solitario gol de Felipe Mora ganando el torneo por un punto en uno de los finales más dramáticos en el último tiempo en el fútbol chileno. Jugó 14 de los 15 partidos del Clausura 2017 la mayoría como stopper por izquierda y en otras ocasiones como volante central y además jugó los 2 partidos de Colo Colo en la Copa Libertadores 2017.

#### Temporada 2017
Para la Temporada 2017 tras la partida de Esteban Pavez, Baeza se volvió a ubicar en el mediocampo, junto con Jaime Valdés y atrás Jorge Valdivia, cuidándole a ambos las espaldas. Debutó en el primer partido de la temporada el 9 de julio en la ida de la primera fase de la Copa Chile 2017 ante Deportes La Serena en el Estadio La Portada de La Serena, en la contundente goleada del cuadro papayero por 4-1 sobre los albos, dos semanas después se jugaba la Supercopa de Chile 2017 donde un aproblemado Colo Colo recibía a la Universidad Católica en un partido clave para la continuidad de Pablo Guede (Si llegaba a perder era destituido) los albos con su tres máximas figuras inspiradas (Valdés, Valdivia y Paredes) golearon por 4-1 a la UC, en aquel partido Baeza volvió a la posición volante central tras la partida de Pavez.
El 2 de agosto Colo Colo daría vuelta la serie ante Club de Deportes La Serena goleando por 4-0 en el Monumental y dando vuelta la llave para avanzar de fase en la Copa Chile, el 27 de agosto en el Clásico del fútbol chileno Colo Colo goleó por 4-1 a la Universidad de Chile con un Paredes inspirado (marcó un triplete). El 3 de septiembre volverían los cuestionamientos al equipo de Guede tras caer eliminados en octavos de final de la Copa Chile 2017 ante el modesto Deportes Iberia de la Primera B. El 5 de noviembre en un partido clave por el Transición 2017 los albos necesitaban vencer a los hispanos en el Monumental para alcanzar a los líderes (la Unión), con varias bajas y comandados por Jaime Valdés Colo Colo goleó por 5-2 a la Unión Española y volvió a la pelea por el título, en un partido de dulce y agraz para Baeza anotó el empate 1-1 para los hispanos tras un autogol.
El 9 de diciembre en la última fecha del Transición 2017 Colo Colo, la Unión y la U peleaban por el título en simultáneo, en el casos de los albos de vencer a Huachipato ganaban el torneo dependiendo de sí mismos, en un partido apretado hasta el minuto 73' lograron abrir la cuenta tras un discutido penal convertido por Jaime Valdés haciendo explotar a los hinchas colocolinos presentes en el Estadio Ester Roa de Concepción, después Rivero y Orellana cerrarían el compromiso, de esta manera Colo Colo se coronó campeón por 32° vez en su historia por dos puntos sobre el segundo, la Unión Española. Jugó 14 de los 15 partidos del Transición 2017 todos como titular, la gran mayoría como volante central (otras ocasiones como stopper por izquierda), además jugó los 4 partidos de los albos en la Copa Chile 2017 y también vio acción en la Supercopa de Chile 2017 ante la Universidad Católica. Además conquistó la Supercopa de Chile 2017 y el Torneo de Transición 2017.

## Selección chilena

### Selecciones menores
Durante el año 2012, fue nominado frecuentemente a la selección chilena sub-20 por el técnico Fernando Carvallo, disputando algunos amistosos como preparación al Sudamericano a disputarse el siguiente año. 
En enero de 2013, forma parte de la lista de 22 jugadores convocados a la Selección de fútbol sub-20 de Chile por el nuevo DT Mario Salas, para asistir al Sudamericano Sub-20 a disputarse en Argentina, el cual otorgaba pasajes al Mundial Sub-20 a disputarse el mismo año en Turquía. El 9 de enero, en la primera fecha del Sudamericano, la selección chilena logra un triunfo sobre Argentina considerado «histórico» y «épico» por los medios, tras ganarle por 0–1 a los albicelestes jugando con dos jugadores menos, disputando Baeza los 90 minutos. El 11 de enero, en el segundo partido del torneo, Baeza actuó todo el partido en la victoria por 2-0 frente a Bolivia. Tras no jugar en la victoria por 2-1 frente a Colombia, el 17 de enero volvió a la titularidad en la victoria por 3-2 sobre Paraguay, cerrando así la fase de grupos en primer lugar y con puntaje perfecto En el hexagonal final, Chile perdió su primer partido en el Sudamericano frente a Paraguay por 1-3, en el cual no contó con la presencia de Baeza por acumulación de tarjetas amarillas. En el segundo partido, jugado el 23 de enero, Chile gana sus primeros tres puntos del hexagonal al vencer por 4–1 a Ecuador, anotando Baeza el tercer tanto de tiro libre. Tras no jugar en la derrota por 1-0 frente a Uruguay, Baeza volvió el siguiente partido en la victoria por 1-0 frente a Colombia, donde fue expulsado. Aquella expulsión le hizo perderse el último partido frente a Perú, el cual terminó 1-1, clasificándose así a la Copa Mundial Sub-20 después de dos Campeonatos Sudamericanos.
El 31 de mayo, el director técnico de la La Rojita, Mario Salas, incluye a Baeza en la nómina final de 21 jugadores para disputar la Copa Mundial Sub-20 de 2013 en Turquía. Tras no participar en el primer partido frente a Egipto ganado por 2-1, el 26 de junio ingresó a los 70 minutos por Sebastián Martínez en el empate a 1 frente a Inglaterra. A pesar de ser derrotados por 1-2 frente a Irak (partido que Baeza no jugó), Chile logró clasificar a octavos de final, tras quedar en el Grupo E segundos con cuatro puntos, detrás del seleccionado iraquí. En octavos de final se enfrentaron a Croacia el 3 de julio, ganando por 2-0 con Baeza entrando a los 88 minutos en reemplazo de Nicolás Castillo. El 7 de julio se enfrentaron en cuartos de final a Ghana con Baeza de titular, siendo eliminados tras perder la prórroga por 3-4.
En mayo de 2014, fue incluido en la nómina de 20 jugadores entregada por el director técnico Claudio Vivas para representar a Chile en el Torneo Esperanzas de Toulon de 2014, categoría sub-21, a disputarse entre el 21 de mayo y el 1 de junio. En dicho certamen, estuvo presente en tres partidos, siendo su selección eliminada en primera fase, tras sumar apenas dos puntos en los cuatro encuentros que disputó.

#### Participaciones en Sudamericanos
| Torneo                      | Sede      | Resultado    | Partidos | Goles |
| --------------------------- | --------- | ------------ | -------- | ----- |
| Sudamericano Sub-20 de 2013 | Argentina | Cuarto lugar | 5        | 1     |

#### Participaciones en Copas del Mundo
| Mundial                     | Sede    | Resultado        | PJ | Goles |
| --------------------------- | ------- | ---------------- | -- | ----- |
| Copa Mundial Sub-20 de 2013 | Turquía | Cuartos de final | 3  | 0     |

#### Participaciones en Torneo Esperanzas de Toulon
| Torneo                              | Sede    | Resultado    | Partidos | Goles |
| ----------------------------------- | ------- | ------------ | -------- | ----- |
| Torneo Esperanzas de Toulon de 2014 | Francia | Primera fase | 3        | 0     |

### Selección adulta
El 30 de agosto de 2015, el director técnico de la selección chilena, Jorge Sampaoli, nominó a Baeza para disputar un partido amistoso ante Paraguay el 5 de septiembre del mismo año. En aquel encuentro, disputado en el Estadio Nacional Julio Martínez Prádanos, La Roja derrotó al elenco guaraní por 3-2, aunque el jugador se mantuvo en el banco de suplentes sin ingresar. Como anécdota, a pocos minutos de finalizar el encuentro, Sampaoli ordenó que Baeza ingresara al terreno de juego, sin embargo, para desgracia del jugador, el balón nunca abandonó la cancha y, finalmente, el árbitro pitó el final del compromiso, quedando al borde del campo sin poder debutar con la selección absoluta.

#### Participaciones en Copa América
| Torneo            | Sede   | Resultado        | Partidos | Goles |
| ----------------- | ------ | ---------------- | -------- | ----- |
| Copa América 2021 | Brasil | Cuartos de final | 0        | 0     |

### Partidos internacionales
Actualizado hasta el 5 de septiembre de 2024.
| Partidos internacionales | Partidos internacionales | Partidos internacionales                                       | Partidos internacionales | Partidos internacionales | Partidos internacionales | Partidos internacionales | Partidos internacionales            |  |
| N.º                      | Fecha                    | Estadio                                                        | Local                    | Resultado                | Visitante                | Goles                    | Competición                         |  |
| ------------------------ | ------------------------ | -------------------------------------------------------------- | ------------------------ | ------------------------ | ------------------------ | ------------------------ | ----------------------------------- |  |
| 1                        | 5 de septiembre de 2019  | Los Angeles Memorial Sports Arena, California, Estados Unidos  | Chile                    | 0-0                      | Argentina                |                          | Amistoso                            |  |
| 2                        | 10 de septiembre de 2019 | Estadio Olímpico Metropolitano, San Pedro Sula, Honduras       | Honduras                 | 2-1                      | Chile                    |                          | Amistoso                            |  |
| 3                        | 12 de octubre de 2019    | Estadio José Rico Pérez, Alicante, España                      | Colombia                 | 0-0                      | Chile                    |                          | Amistoso                            |  |
| 4                        | 15 de octubre de 2019    | Estadio José Rico Pérez, Alicante, España                      | Chile                    | 3-2                      | Guinea                   |                          | Amistoso                            |  |
| 5                        | 8 de octubre de 2020     | Estadio Centenario, Montevideo, Uruguay                        | Uruguay                  | 2-1                      | Chile                    |                          | Clasificatorias a Catar 2022        |  |
| 6                        | 13 de octubre de 2020    | Estadio Nacional Julio Martínez Prádanos, Santiago, Chile      | Chile                    | 2-2                      | Colombia                 |                          | Clasificatorias a Catar 2022        |  |
| 7                        | 14 de noviembre de 2020  | Estadio Nacional Julio Martínez Prádanos, Santiago, Chile      | Chile                    | 2-0                      | Perú                     |                          | Clasificatorias a Catar 2022        |  |
| 8                        | 17 de noviembre de 2020  | Estadio Olímpico de la UCV, Caracas, Venezuela                 | Venezuela                | 2-1                      | Chile                    |                          | Clasificatorias a Catar 2022        |  |
| 9                        | 5 de septiembre de 2021  | Estadio Rodrigo Paz Delgado, Quito, Ecuador                    | Ecuador                  | 0-0                      | Chile                    |                          | Clasificatorias a Catar 2022        |  |
| 10                       | 9 de septiembre de 2021  | Estadio Metropolitano Roberto Meléndez, Barranquilla, Colombia | Colombia                 | 3-1                      | Chile                    |                          | Clasificatorias a Catar 2022        |  |
| 11                       | 14 de octubre de 2021    | Estadio San Carlos de Apoquindo, Santiago, Chile               | Chile                    | 3-0                      | Venezuela                |                          | Clasificatorias a Catar 2022        |  |
| 12                       | 11 de noviembre de 2021  | Estadio Defensores del Chaco, Asunción, Chile                  | Paraguay                 | 0-1                      | Chile                    |                          | Clasificatorias a Catar 2022        |  |
| 13                       | 16 de noviembre de 2021  | Estadio San Carlos de Apoquindo, Santiago, Chile               | Chile                    | 0-2                      | Ecuador                  |                          | Clasificatorias a Catar 2022        |  |
| 14                       | 9 de diciembre de 2021   | Q2 Stadium , Austin, Estados Unidos                            | México                   | 2-2                      | Chile                    |                          | Amistoso                            |  |
| 15                       | 12 de diciembre de 2021  | Banc of California Stadium , Los Ángeles, Estados Unidos       | El Salvador              | 0-1                      | Chile                    |                          | Amistoso                            |  |
| 16                       | 1 de febrero de 2022     | Estadio Hernando Siles , La Paz, Bolivia                       | Bolivia                  | 2-3                      | Chile                    |                          | Clasificatorias a Catar 2022        |  |
| 17                       | 24 de marzo de 2022      | Estadio de Maracaná , Río de Janeiro, Brasil                   | Brasil                   | 4-0                      | Chile                    |                          | Clasificatorias a Catar 2022        |  |
| 18                       | 5 de septiembre de 2024  | Estadio Monumental, Buenos Aires, Argentina                    | Argentina                | 3-0                      | Chile                    |                          | Clasificatorias a Norteamérica 2026 |  |
| Total                    | Total                    | Total                                                          | Presencias               | 18                       | Goles                    | 0                        |                                     |  |

| Selección chilena | Selección chilena | Selección chilena |
| Año               | Partidos          | Goles             |
| ----------------- | ----------------- | ----------------- |
| 2019              | 4                 | 0                 |
| 2020              | 4                 | 0                 |
| 2021              | 7                 | 0                 |
| 2022              | 2                 | 0                 |
| 2024              | 1                 | 0                 |
| Total             | 18                | 0                 |

## Estadísticas

### Clubes
| Club                      | Div.             | Temporada        | Liga  | Liga  | Liga   | Copas nacionales | Copas nacionales | Copas nacionales | Torneos internacionales | Torneos internacionales | Torneos internacionales | Total | Total | Total  | Media goleadora |
| Club                      | Div.             | Temporada        | Part. | Goles | Asist. | Part.            | Goles            | Asist.           | Part.                   | Goles                   | Asist.                  | Part. | Goles | Asist. | Media goleadora |
| ------------------------- | ---------------- | ---------------- | ----- | ----- | ------ | ---------------- | ---------------- | ---------------- | ----------------------- | ----------------------- | ----------------------- | ----- | ----- | ------ | --------------- |
| Colo-Colo 'B' · Chile     | 3.ª              | 2012             | 13    | 0     | 0      | —                | —                | —                | —                       | —                       | —                       | 13    | 0     | 0      | 0.00            |
| Colo-Colo 'B' · Chile     | 3.ª              | 2013             | 2     | 0     | 0      | —                | —                | —                | —                       | —                       | —                       | 2     | 0     | 0      | 0.00            |
| Colo-Colo 'B' · Chile     | 3.ª              | 2013-14          | 4     | 0     | 0      | —                | —                | —                | —                       | —                       | —                       | 4     | 0     | 0      | 0.00            |
| Colo-Colo 'B' · Chile     | Total club       | Total club       | 19    | 0     | 0      | 0                | 0                | 0                | 0                       | 0                       | 0                       | 19    | 0     | 0      | 0.00            |
| Colo-Colo · Chile         | 1.ª              | 2012             | 1     | 0     | 0      | 5                | 0                | 0                | —                       | —                       | —                       | 6     | 0     | 0      | 0.00            |
| Colo-Colo · Chile         | 1.ª              | 2013             | 9     | 0     | 0      | —                | —                | —                | —                       | —                       | —                       | 9     | 0     | 0      | 0.00            |
| Colo-Colo · Chile         | 1.ª              | 2013-14          | 25    | 1     | 1      | 3                | 0                | 0                | 3                       | 0                       | 0                       | 31    | 1     | 1      | 0.03            |
| Colo-Colo · Chile         | 1.ª              | 2014-15          | 30    | 2     | 4      | 1                | 0                | 0                | 6                       | 0                       | 0                       | 37    | 2     | 4      | 0.05            |
| Colo-Colo · Chile         | 1.ª              | 2015-16          | 29    | 0     | 1      | 10               | 0                | 0                | 6                       | 0                       | 0                       | 45    | 0     | 1      | 0.00            |
| Colo-Colo · Chile         | 1.ª              | 2016-17          | 24    | 0     | 1      | 9                | 1                | 0                | 2                       | 0                       | 0                       | 35    | 1     | 1      | 0.03            |
| Colo-Colo · Chile         | 1.ª              | 2017             | 14    | 0     | 0      | 5                | 0                | 0                | —                       | —                       | —                       | 19    | 0     | 0      | 0.00            |
| Colo-Colo · Chile         | 1.ª              | 2018             | 22    | 1     | 1      | 2                | 0                | 0                | 10                      | 0                       | 0                       | 34    | 1     | 1      | 0.03            |
| Colo-Colo · Chile         | Total club       | Total club       | 154   | 4     | 8      | 35               | 1                | 0                | 27                      | 0                       | 0                       | 216   | 5     | 8      | 0.02            |
| Al-Ahli Arabia Saudita    | 1.ª              | 2019             | 12    | 0     | 1      | —                | —                | —                | —                       | —                       | —                       | 12    | 0     | 1      | 0.00            |
| Al-Ahli Arabia Saudita    | Total club       | Total club       | 12    | 0     | 1      | 0                | 0                | 0                | 0                       | 0                       | 0                       | 12    | 0     | 1      | 0.00            |
| Necaxa · México           | 1.ª              | 2019-20          | 30    | 1     | 4      | —                | —                | —                | —                       | —                       | —                       | 30    | 1     | 4      | 0.03            |
| Necaxa · México           | 1.ª              | 2020             | 15    | 1     | 0      | —                | —                | —                | —                       | —                       | —                       | 15    | 1     | 0      | 0.07            |
| Necaxa · México           | Total club       | Total club       | 45    | 2     | 4      | 0                | 0                | 0                | 0                       | 0                       | 0                       | 45    | 2     | 4      | 0.04            |
| Toluca · México           | 1.ª              | 2021             | 20    | 0     | 0      | —                | —                | —                | —                       | —                       | —                       | 20    | 0     | 0      | 0.00            |
| Toluca · México           | 1.ª              | 2021-22          | 33    | 0     | 2      | —                | —                | —                | —                       | —                       | —                       | 33    | 0     | 2      | 0.00            |
| Toluca · México           | 1.ª              | 2022-23          | 38    | 0     | 2      | —                | —                | —                | 4                       | 0                       | 0                       | 42    | 0     | 2      | 0.00            |
| Toluca · México           | 1.ª              | 2023-24          | 32    | 1     | 0      | —                | —                | —                | 6                       | 0                       | 0                       | 38    | 1     | 0      | 0.03            |
| Toluca · México           | 1.ª              | 2024             | 18    | 0     | 1      | —                | —                | —                | 3                       | 0                       | 0                       | 21    | 0     | 1      | 0.00            |
| Toluca · México           | Total club       | Total club       | 141   | 1     | 5      | 0                | 0                | 0                | 13                      | 0                       | 0                       | 154   | 1     | 5      | 0.01            |
| Vélez Sarsfield Argentina | 1.ª              | 2025             | 6     | 0     | 0      | 2                | 0                | 0                | 6                       | 0                       | 0                       | 14    | 0     | 0      | 0.00            |
| Vélez Sarsfield Argentina | Total club       | Total club       | 6     | 0     | 0      | 2                | 0                | 0                | 6                       | 0                       | 0                       | 14    | 0     | 0      | 0.00            |
| Total en carrera          | Total en carrera | Total en carrera | 377   | 7     | 18     | 37               | 1                | 0                | 46                      | 0                       | 0                       | 460   | 8     | 18     | 0.02            |
| 1. 2. 3.                  |                  |                  |       |       |        |                  |                  |                  |                         |                         |                         |       |       |        |                 |

### Selecciones
| Selección      | Temporada     | Amistosos | Amistosos | Sudamérica | Sudamérica | Mundial | Mundial | Total | Total | Media goleadora |
| Selección      | Temporada     | Part.     | Goles     | Part.      | Goles      | Part.   | Goles   | Part. | Goles | Media goleadora |
| -------------- | ------------- | --------- | --------- | ---------- | ---------- | ------- | ------- | ----- | ----- | --------------- |
| Sub-20 · Chile | 2013          | 1         | 0         | 5          | 1          | 3       | 0       | 9     | 1     | 0.11            |
| Sub-20 · Chile | Total         | 1         | 0         | 5          | 1          | 3       | 0       | 9     | 1     | 0.11            |
| Sub-21 · Chile | 2014          | 3         | 0         | —          | —          | —       | —       | 3     | 0     | 0.00            |
| Sub-21 · Chile | Total         | 3         | 0         | 0          | 0          | 0       | 0       | 3     | 0     | 0.00            |
| Adulta · Chile | 2019          | 4         | 0         | —          | —          | —       | —       | 4     | 0     | 0.00            |
| Adulta · Chile | 2020          | —         | —         | 4          | 0          | —       | —       | 4     | 0     | 0.00            |
| Adulta · Chile | 2021          | 2         | 0         | 5          | 0          | —       | —       | 7     | 0     | 0.00            |
| Adulta · Chile | 2022          | —         | —         | 2          | 0          | —       | —       | 2     | 0     | 0.00            |
| Adulta · Chile | 2024          | —         | —         | 1          | 0          | —       | —       | 1     | 0     | 0.00            |
| Adulta · Chile | Total         | 6         | 0         | 12         | 0          | 0       | 0       | 18    | 0     | 0.00            |
| Total carrera  | Total carrera | 10        | 0         | 17         | 1          | 3       | 0       | 30    | 1     | 0.03            |
| 1. 2.          |               |           |           |            |            |         |         |       |       |                 |

## Palmarés

### Títulos nacionales
| Título                  | Club               | País      | Año    |
| ----------------------- | ------------------ | --------- | ------ |
| Primera División        | C. S. D. Colo-Colo | Chile     | 2014-C |
| Primera División        | C. S. D. Colo-Colo | Chile     | 2015-A |
| Copa Chile              | C. S. D. Colo-Colo | Chile     | 2016   |
| Supercopa de Chile      | C. S. D. Colo-Colo | Chile     | 2017   |
| Primera División        | C. S. D. Colo-Colo | Chile     | 2017-T |
| Supercopa de Chile      | C. S. D. Colo-Colo | Chile     | 2018   |
| Supercopa Internacional | Vélez Sarsfield    | Argentina | 2024   |